# طوفان‌گیر
طوفان‌گیر (به انگلیسی: Storm Catcher) (با عنوان مأموریت طوفان نیز شناخته می‌شود) یک فیلم ویدئویی آمریکایی در ژانر اکشن محصول سال ۱۹۹۹ با بازی دولف لاندگرن و کارگردانی آنتونی هیکاکس است. این فیلم به داستان یک ژنرال نجیب‌زاده اشاره دارد که قصد بمب‌گذاری در واشینگتن، دی.سی. با یک جنگندهٔ جدید را دارد.